# 徳島人
徳島人（とくしまじん）は、かつてメディコムが刊行していた徳島県を対象地域とする月刊のタウン情報誌。

## 概要
2010年に創刊。「徳島に生きる人たちをただひたすらに追いかける」がコンセプト。
徳島で生きる人々の特集がメインで、他にもグルメ情報や観光情報・県内の企業情報など幅広く掲載されている。
2020年3月号をもって休刊。一部の連載は月刊タウン情報CU*と月刊タウン情報トクシマに引き継がれた。

## 主なコーナー
- LENS
- 阿波女（あわじょ） - 徳島に住む魅力的な女性にスポットライトを当てる。
- 細かすぎるニュース速報
- 職場は地球
- 歩きはじめ
- 青春ファイル
- すえドンの端四国八十八箇所

など